# Unió Postal Universal

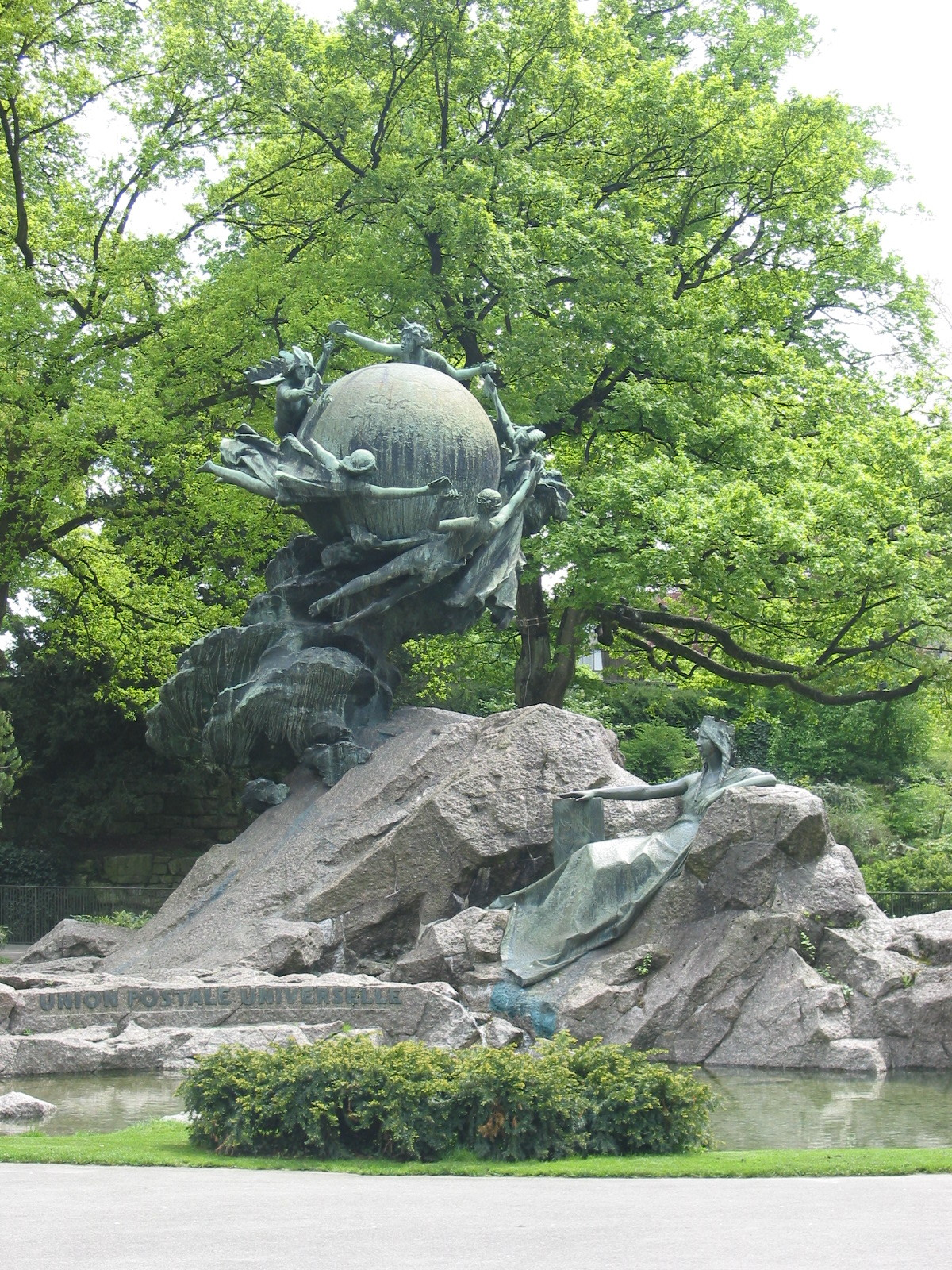
Monument de la UPU en el centre de Berna.

La Unió Postal Universal (UPU) (en francès: Union postale universelle) és un organisme especialitzat de les Nacions Unides. Té com a objectiu consolidar l'organització i la millora dels serveis postals, participar en l'assistència tècnica postal que sol·licitin els països membres i fomentar la col·laboració internacional en matèria postal.
La UPU fixa tarifes, límits màxims i mínims de pes i mida, així com les condicions d'acceptació de la correspondència, estableix reglaments aplicables a aquesta i a objectes el transport dels quals requereix preocupació especial, com substàncies infeccioses i radioactives. La seva llengua oficial és el francès i la seva seu es troba a la ciutat de Berna, Suïssa. Actualment compta amb 191 països membres.

## Història

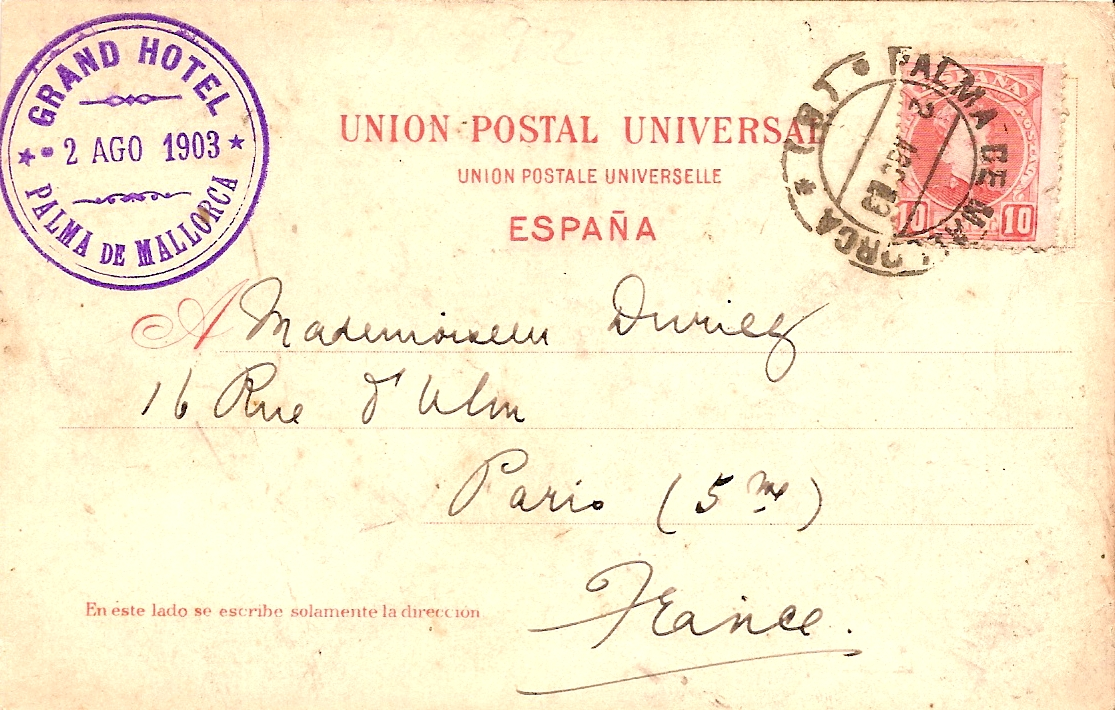
Revers d'una postal mallorquina de 1903 amb indicació de la Unió Postal Universal.

Durant els segles XVII i XVIII, l'intercanvi de correspondència entre els diferents països era regularitzat per acords bilaterals, però el segle xix aquesta xarxa d'acords va arribar a ser tan complexa que impedia que les trameses es lliuressin amb rapidesa. A causa d'això, es van començar a plantejar diversos projectes, entre els quals va destacar el de Sir Rowland Hill, que va introduir un sistema per a uniformitzar la mida de les cartes. També és conegut per haver creat el segell postal.
El 1863, a sol·licitud del General Montgomery Blair, de l'administració postal dels Estats Units, es va convocar a una conferència a París davant de quinze delegats europeus i d'Amèrica per acordar els principals tractats postals, però sols es van arribar a assolir alguns acords parcials i no van poder establir un sistema postal universal. Per fer això se li va encomanar a Heinrich von Stephan la convocatòria d'una nova conferència a Berna el dia 15 de setembre de 1874, en la qual va proposar fer una organització de regularització del correu a escala mundial. Gràcies a això, el dia 9 d'octubre del mateix any, en virtut del Tractat de Berna, naixia la Unió Postal General i aquesta data és avui en dia el dia mundial del servei postal. El nom va ser canviat a Unió Postal Universal el 1878. Posteriorment va passar a ser un organisme especialitzat de les Nacions Unides, per un acord que entrà en vigor l'1 de juliol de 1948.
La UPU manté relacions properes amb diversos programes, com el Programa de les Nacions Unides per al Control de Drogues (UNDCP), el Programa de les Nacions Unides per al Desenvolupament (PNUD) i el Programa de les Nacions Unides per al Medi Ambient (UNEP).
L'organització també coopera amb diferents organitzacions, com la Unió Internacional de Telecomunicacions (ITU), l'Organització d'Aviació Civil Internacional (ICAO), l'Organització Internacional del Treball (OIT), l'Organització Mundial del Comerç (OMC) i el Banc Mundial.
Per facilitar el trasllat de la correspondència, l'UPU treballa en conjunt amb l'Organització Internacional del Transport Aeri (IATA), l'Organització Internacional per a l'Estandardització (ISO), l'Organització Mundial de Duanes (WCO) i l'Organització Internacional de Policia Criminal (Interpol).

## Organització

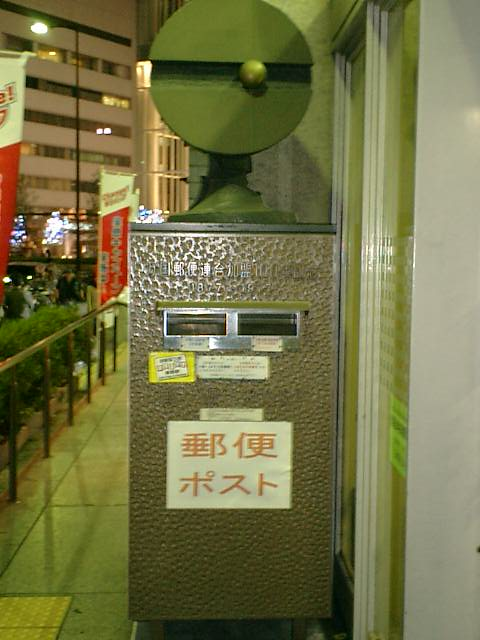
Estàtua a Osaka, Japó. Commemora el centenari de la UPU.

El director i el subdirector de la UPU són elegits cada any pel consell d'administració, sense possibilitat de fer dos mandats successius. Aquest consell està constituït per dues persones d'Amèrica, dues d'Àfrica, dues d'Àsia, Oceania i illes del Pacífic, dues de Europa i una d'Europa de l'est.
Aquest consell es reuneix quatre vegades a l'any. Les funcions d'aquest grup, a més de l'elecció del president, són:
- Acordar tot allò relatiu al fons d'inversió
- Decidir les inversions i la seva oportunitat.
- Analitzar i aprovar o rebutjar projectes.
- Avaluar el resultat dels projectes.
- Realitzar la interpretació de les regles de la UPU.
- Comunicar els treballs realitzats als operadors postals.
- Supervisar a l'administració.

## Organismes

### Fons de Qualitat del Servei (QSF)
El Fons de Qualitat del Servei (també conegut per les seves sigles en anglès, QSF) s'encarrega de millorar el servei postal especialment als països en vies de desenvolupament i finançar projectes amb aquesta finalitat.
En el congrés de la UPU l'any 2009, a Bucarest, la QSF va dividir els països membres en diferents grups depenent del desenvolupament d'aquests:
- IC, per als països industrialitzats.
- NCCs, per als països contribuents a la xarxa postal.
- DCs, per als països en desenvolupament.
- LDCs, per als països en desenvolupament més desafavorits (majoritàriament països africans). A més, es va decidir augmentar la inversió en els països subdesenvolupats i reduir-la en els NCCs.

### Servei Postal Universal (SPU)
El Servei Postal Universal (SPU) és el conjunt de serveis postals bàsics mínims de qualitat disponibles a tots els habitants d'un territori nacional a tota hora, en qualsevol lloc i a un valor accessible.
El SPU està contingut en la resolució C 103/1999 aprovat per la XXII Congrés de la unió postal universal (UPU) realitzat a Pequín (Xina) el 1999. Aquesta resolució defineix el SPU com la garantia de presentació d'un servei un postal universal que ha de permetre als clients enviar i rebre mercaderies i missatges des de i cap a qualsevol part del món. Per a això els països membres de la UPU han de procurar l'accés a SPU que correspongui a una oferta de serveis postals bàsics de qualitat i a preus rendibles i accessibles.

### Grup de Seguretat Postal (PSG)
Para facilitar el desenvolupament d'una norma de seguretat i les millors pràctiques entre els llocs, l'UPU ha establert el Grup de Seguretat Postal (PSG).
Durant els últims 15 anys, aquest grup estratègic s'ha guiat pel lema de Seguretat Postal. El grup està integrat per experts en seguretat dels 77 països membres del PSAG i s'ocupa d'elaborar estratègies de millora de la seguretat en les comunicacions tant en l’àmbit mundial com regional. Impulsa i realitza iniciatives de formació, missions de consultoria i programes de prevenció, el PSG s'esforça per protegir els treballadors i els actius així com la salvaguarda del correu de frau, robatori i ús indegut.

### Oficina Extraterritorial d'Intercanvi (ETOE)
L'Oficina Extraterritorial d'Intercanvi és una oficina que treballa amb operaris fora del seu territori nacional i hi ha establert per a tractaments comercials i negocis en mercats d'un altre país.

### WSIS
El paper del sector postal en la societat de la informació, i particularment la seva contribució a reduir la divisòria digital, ha estat el tema de discussió en curs de la Unió Postal Universal des de la primera fase de la convenció del WSIS a Ginebra el 2003. Conforme al pla de Ginebra d'acció adoptat durant la primera fase del WSIS el 2003, els objectius de l'UPU són:
- Facilitar, a través de la infraestructura postal, l'accés al coneixement i les tecnologies de la comunicació i informació (ICTs segons les seves sigles en anglès).
- Continuar construint les dimensions físiques, electròniques i financeres de la xarxa postal global.
- Transferir coneixement en comunicacions físiques a Internet, especialment en la matèria del maneig de la identitat i el control del spam.
- Ajudar a construir millorar la confiança i la seguretat en l'ús d'ICTs.

## Grup d'anàlisi del mercat
En resposta a la globalització, la liberalització, la desregulació, l'obertura de la competició i els avenços tecnològics., els operadors postals han cercat noves oportunitats que van més enllà de les seves activitats centrals i dels seus mercats geogràfics tradicionals. S'han reestructurat els negocis, s'han format aliances, s'han fet adquisicions estratègiques, activitats comercials i s'han modernitzat els productes, les instal·lacions i les operacions.

## Grup d'economia postal
El sector postal està experimentant reformes importants, als països industrialitzats (IC) i als països en vies de desenvolupament (DCS). Això demana una comprensió dels desafiaments econòmics que presenten aquests canvis per fer un servei postal universal, proporcionant un servei de qualitat amb preus rendibles i accessibles a tots.
Encara que la reforma postal als països industrialitzats hagi estat el tema de profunds estudis econòmics, hi ha hagut poca investigació econòmica als països en vies de desenvolupament. El nou programa postal d'economia de la UPU, per tant, ha realitzat una investigació econòmica dirigida a la comprovació de les raons del desenvolupament postal desigual al sector i ha presentat els models viables per al creixement al sector postal d'aquests països.

## Comerç electrònic
En els últims anys s'ha observat un creixement continu a les figures relacionades amb el comerç electrònic. Mentre que per a la gent fa més còmoda les compres i la penetració de la banda ampla continua augmentant, el servei postal necessita adaptar-se constantment en l'esdevenidor.
En ser present a cada país del món, el servei postal està en una posició immillorable per assistir les petites i mitjanes empreses i els països menys desenvolupats per desenvolupar les seves activitats del comerç electrònic.